# Diamantová deska
Diamantová deska je nejvyšší ocenění udělované hudebními vydavatelstvími svým interpretům za úspěšný prodej jejich děl. V České republice se uděluje za 500 000 prodaných nosičů.
Z českých hudebníků a skupin ji obdrželi například:
- Petr Kotvald
- Karel Gott
- Ladislav Štaidl
- Ladislav Křížek
- Divadlo Spejbla a Hurvínka
- Jiří Schelinger
- Kabát
- Jiří Suchý
- Helena Vondráčková
- Hana Hegerová
- Marie Rottrová[1]
- Věra Špinarová
- Ivan Mládek
- Spirituál kvintet
- Olympic
- Václav Neckář
- Hana Zagorová
- Jožka Černý[2]
- Michal Tučný[3]
- Jaroslav Uhlíř
- Lucie
- Karel Svoboda
- Helena Štáchová
- Josef Dvořák
- Redzed